# Ermita de la Virgen del Rosario de Pastores
La ermita de la Virgen del Rosario de los Pastores situada en el municipio español de Huerta de Valdecarábanos, en la provincia de Toledo. Fue inaugurada el 16 de noviembre de 1910, diseñada y construida por Jesús Carrasco-Muñoz y Encina.
Su construcción responde al estilo imperante en esta época, el modernismo, tanto en su arquitectura como en la decoración, dando lugar a un edificio de gran originalidad. También están presentes otros estilos; así cabe destacar la cúpula de corte bizantino o los contrafuertes y el pináculo que recuerdan a los estilos románico y gótico, respectivamente.

## Descripción
El edificio se desarrolla en planta rectangular, de una sola nave, dividida en cinco tramos por arcos fajones apuntados sobre columnas adosadas que llegan hasta la mitad del muro y se apoyan sobre ménsulas. Estos falsos apoyos se corresponden con los contrafuertes del exterior. Cada tramo está cubierto por bóveda de arista, y el de los pies está ocupado por el coro elevado.
Todo el perímetro del muro interior, a la altura de la línea de impostas, queda recorrido por un friso con decoración vegetal y medallones con relieves que representan escenas de los Misterios Gozosos del Rosario. El primer tramo de la nave se corresponde con la zona del altar mayor y se cierra con el retablo y el Camarín de la Virgen del Rosario de Pastores. En el lado de la Epístola se sitúa un lucillo de mármol, en el que reposan los restos de los donantes del templo.
La entrada al recinto se hace a través de un pórtico sostenido por dos pilastras adosadas y dos exentas, cuyo fuste, de formas rectas, contrasta con las líneas curvas de la torre.

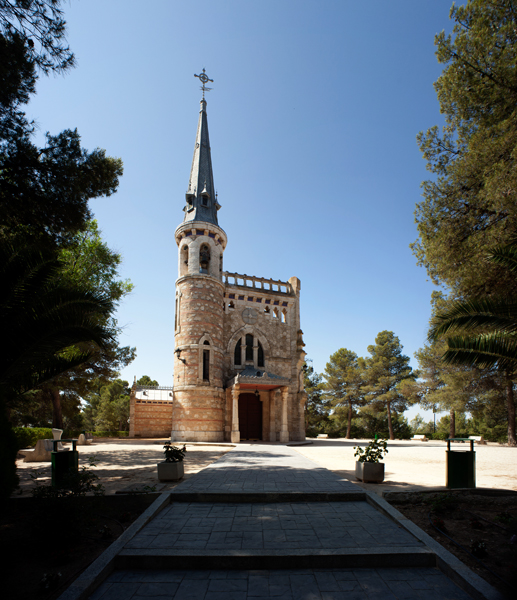
Vista frontal de la ermita

En los muros laterales se observan tres contrafuertes, que se corresponden con el interior de los apoyos sobre los que descansan los arcos de la bóveda, y en cuyos espacios intermedios se abren ventanas de arco escarzano, cubiertas por vidrieras policromadas y cerradas por contraventanas que impiden que se produzca el efecto ilusionista al no filtrarse la luz a través de la vidriera. No ocurre así con el rosetón situado a los pies del templo, sobre el coro, donde la luz crea una atmósfera cálida, con una gran riqueza cromática. Los motivos decorativos son geométricos y florales, pintados a mano siguiendo la técnica de la grisalla sobre esmalte y serigrafiado.
La fábrica exterior del edificio alterna la mampostería con hiladas de ladrillo; en algunas zonas los sillares de piedra tienen forma hexagonal. Todo el muro perimetral queda rematado en su parte superior con una cornisa de sillares labrados a bisel, apoyados sobre ménsulas o modillones que alternan con un friso decorado con fragmentos de azulejos en tonos azules, elemento claramente modernista; del mismo modo, todo el edificio en su parte inferior se asienta sobre un zócalo de sillares regulares de piedra.
La torre, elemento singular del edificio, consta de tres cuerpos. En el inferior destaca el macizo sobre el vano, y está ejecutado como el resto del edificio en mampostería y ladrillo. El segundo cuerpo, con predominio del hueco sobre el vano, con ventanas en forma de arco de medio punto, donde se sitúa el cuerpo de campanas. El tercer cuerpo es el chapitel piramidal, en el que se abren seis buhardillas, rematadas por tejadillos a dos aguas. La cobertura original era de teja cerámica como el resto de las cubiertas, pero en 1920 se sustituyó por placas de cinc, que en el chapitel tienen forma de escamas.
Como contrapunto a la torre, se ejecuta un pequeño cimborrio cúbico, con cúpula esquifada, situado sobre el camarín de la Virgen, construido también en 1920.
Junto a la cabecera se adosan dos cuerpos, que se corresponden con la sacristía y con el cuarto de la carroza, respectivamente.